# Epiplatys sexfasciatus rathkei
Epiplatys sexfasciatus rathkei is een ondersoort van de straalvinnige vissen uit de familie van de killivisjes (Nothobranchiidae). De wetenschappelijke naam van de soort is voor het eerst geldig gepubliceerd in 1970 door Radda.